# اوکوروبا
اوکوروبا (به ترکی آذربایجانی: Ukuroba) یک منطقه مسکونی در جمهوری آذربایجان است که در شهرستان خاچماز و در دهیاری یالاما واقع شده‌است.